# A Corner in Wheat
A Corner in Wheat é um filme mudo em curta-metragem estadunidense, do gênero dramático, escrito por D. W. Griffith em 1909. Cópias do filme sobrevivem na Biblioteca do Congresso dos Estados Unidos.

## Elenco
- Frank Powell
- James Kirkwood
- Linda Arvidson
- Henry B. Walthall
- Grace Henderson
- W. Chrystie Miller